# بند سرتشوكات
بند سرتشوكات (بالفارسية: بند سرچوکات) هي قرية تقع في منطقة بولان في إيران. يقدر عدد سكانها بـ 316 نسمة بحسب إحصاء 2016.